# Georg Kaiser
Georg Kaiser (1878 Magdeburg, Německo – 1945 Ascona, Švýcarsko) byl německý spisovatel a dramatik.

## Život
Narodil se v Magdeburgu v rodině obchodníka. Knihkupecké učení přerušil a pracoval v exportu a importu. V roce 1895 stál u zrodu literárního čtenářského kruhu Sappho a v tomtéž roce také napsal své první naturalistické drama. Roku 1898 se odstěhoval do Latinské Ameriky za prací pro AEG, ale brzy se musel vrátit do Německa, protože onemocněl malárií. Díky sňatku s Margarethe Habenicht ze zámožné kupecké rodiny se mohl od roku 1908 věnovat psaní na volné noze. Napsal expressionistické drama Von morgens bis mitternachts (1912), které bylo později zfilmováno, nebo Občané z Calais (1914), které zaznamenalo veliký úspěch. Ačkoli byl po první světové válce v Německu oblíbeným a nejvíce hraným dramatikem, nevyhovoval nacistickému režimu. Roku 1933, krátce po Hitlerově převzetí moci, měla v Lipsku premiéru divadelní hra „Stříbrné jezero – zimní pohádka“ se zpěvy židovského skladatele Kurta Weila na texty Georga Kaisera. Hra měla zpočátku úspěch a hrála se i na dalších dvou scénách, stala se však terčem nenávistné kritiky nacistů a po několika provedeních musela být stažena. Kaiser byl vyloučen z Německé akademie umění a dirigent lipského představení si na útěku vzal život. Roku 1938 emigroval Kaiser do Švýcarska, kde v roce 1945 zemřel.

## Dílo v češtině
- Krejčí lékařem aneb Dobrodružství pana Prášila. Praha: Knapp 1913
- Tvrdá česká palice. Praha: Knapp 1915
- Napoleon v Americe. Praha: Dilia 1966